# 今夜，就算这份爱恋从世界上消失 (韩国电影)
《今夜，就算这份爱恋从世界上消失》（韓語：오늘 밤, 세계에서 이 사랑이 사라진다 해도）是计划于2025年上映的韩国爱情片，改编自日本作家一条岬的同名小说，由《没事，没事，没事！》的导演金慧英执导，秋英宇、申詩雅主演。

## 剧情
一个患有先行性遗忘症——每天醒来记忆都会重置的女学生，与一个过着平淡生活的普通男学生之间纯真而又怅然的爱情故事。

## 演员阵容
- 秋英宇 饰演 金在元[1]

生活中没有明确目标、只是日复一日生活的男生，因遇见与自己截然不同的韩书允而逐渐发生变化。
- 申詩雅 饰演 韩书允[1]

虽患有先行性遗忘症，但她充满调皮和积极的能量，努力让每件事都充满快乐。
- 趙宥晶 饰演 崔智敏[2]

韩书允的朋友，是一位外貌出众、但在他人眼中似乎性格有些挑剔的少女。
- 陳浩恩

## 制作

### 选角
2025年4月，媒体报道秋英宇与申詩雅有望主演日本青春爱情片《今夜，就算这份爱恋从世界上消失》的韩国翻拍版，该片将由《没事，没事，没事！》的导演金慧英执导、Bluefire Studio制作、BY4M Studio负责投资发行，预计同年6月开机拍摄。同年7月，媒体报道赵宥晶、陳浩恩有望参演该片；同月正式宣布秋英宇与申诗雅主演。

### 拍摄
主体拍摄于2025年7月5日正式开始。

## 发行
该片计划于2025年在影院上映。